# 喉乳頭狀瘤
喉乳頭狀瘤（laryngeal papillomatosis）亦稱為複發性呼吸道乳頭狀瘤（recurrent respiratory papillomatosis）或聲門狀乳頭狀瘤（glottal papillomatosis）或與尖锐湿疣相關，是一種罕见病（每100,000名成人中有2人，每100,000名兒童中有4.5人），由喉嚨的人類乳突病毒（HPV）感染所引起的。喉乳頭狀瘤在一段時間內會導致發生各種贅生物或乳頭狀瘤。沒有進行治療可能會致命，因為不受控制的瘤增長可能阻礙呼吸道。喉乳頭狀瘤由HPV6型和11型所引起，其中良性肿瘤形成於喉部或呼吸道的其他部位。這些腫瘤可以頻繁複發，可能需要重複手術，並可能干擾呼吸。該疾病可以用手術及抗病毒藥物治療。此外，抗血管生成治療顯示出有展望性的療效。

## 參閲
- 皮膚病列表

## 外部連結
- NIH Reference
- International RRP ISA Center
- RRP Foundation (Since 1991) （页面存档备份，存于）
- Papilomatosis Laríngea Vocalia ENT and Voice Center （页面存档备份，存于） （西班牙文）